# Torre BBPR
La Torre BBPR è un edificio di Torino ubicato in Piazza Statuto. Realizzato per la Reale Mutua Assicurazioni tra il 1959 e il 1961 su progetto dello Studio BBPR, rappresenta uno dei rari esempi in Piemonte di architettura post-razionalista brutalista di scuola milanese.

## Storia

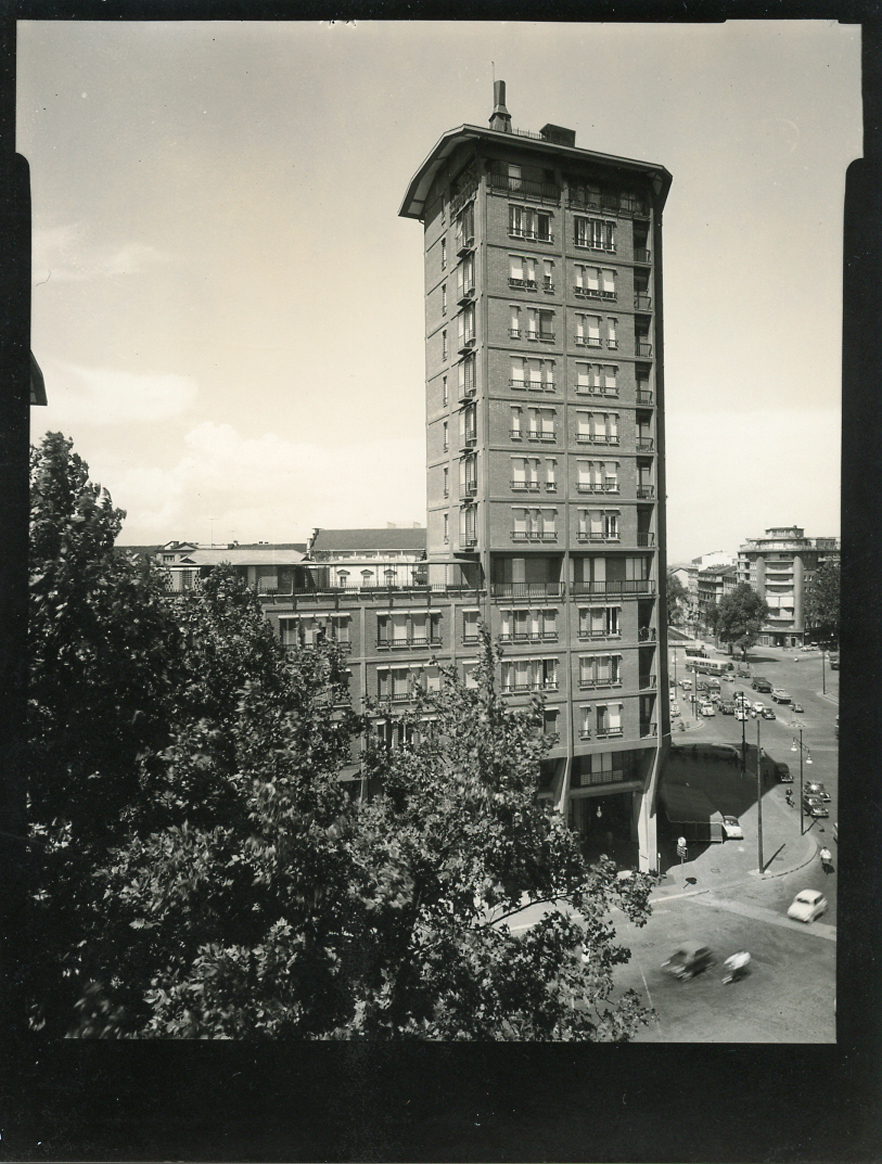
La Torre BBPR fotografata da Paolo Monti nel 1970

L'intero complesso sorge sull'area che ospitava la scomparsa stazione della tranvia Torino-Rivoli e altri edifici residenziali ottocenteschi distrutti nei bombardamenti della seconda guerra mondiale. È stato realizzato su commissione della Reale Mutua Assicurazioni tra il 1959 e il 1961 su progetto dello Studio BBPR di Milano, già autore della celebre Torre Velasca.
Analogamente a quest'ultima, anche la Torre BBPR può essere correlata alla rivoluzione stilistica dell'epoca nota come «neoliberty», riconducibile alle variegate espressioni del «brutalismo» che ivi si contrappongono alla diffusa presenza liberty delle immediate vicinanze, nei quartieri Cit Turin e San Donato, nonché al restante contesto prevalentemente barocco che caratterizza il capoluogo piemontese.

## Descrizione

### Esterno
L'edificio sorge in corrispondenza dell'inizio dell'asse di corso Francia e si estende per tutto l'ampio isolato sino alla vicina via Cibrario.

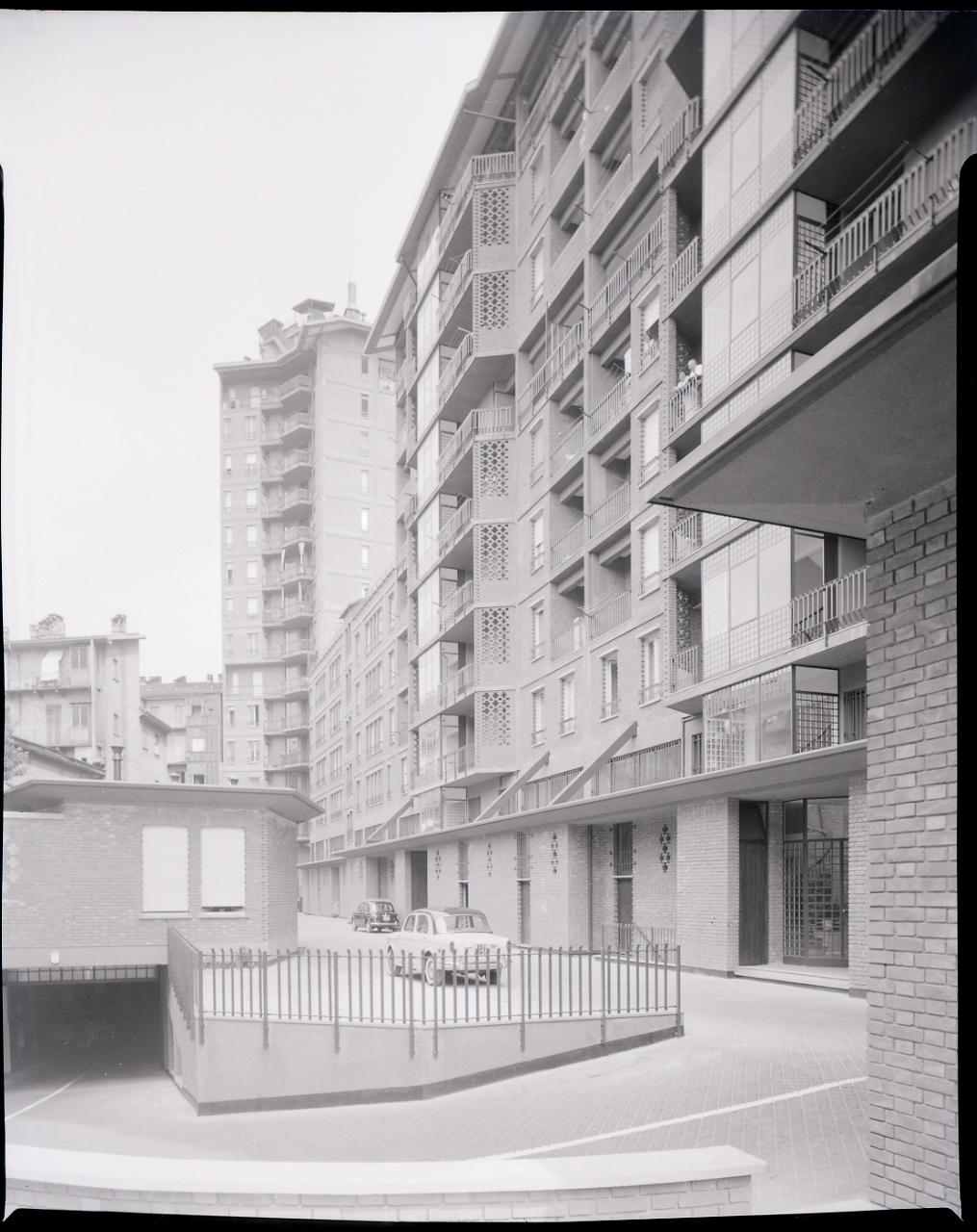
Una fotografia di Paolo Monti, che ritrae il cortile interno, 1970

Il delicato tema dell'inserimento di un'architettura moderna nel contesto storico-architettonico torinese è stato affrontato proponendo una rielaborazione delle sue costanti caratteristiche: il portico sottostante, i mezzanini, i bovindi e il rivestimento in mattoni.
La struttura è composta da quattro moduli di altezze differenti e si sviluppa complessivamente su tre lati, quasi completamente caratterizzati dall'alto portico sottostante che ospita il primo piano fuori terra a destinazione commerciale, con il relativo mezzanino superiore. La facciata è regolarmente scandita dai pilastri in cemento armato che percorrono verticalmente i vari prospetti.
Questo elemento ricorrente non è presente invece nel prospetto della struttura di soli due piani che sovrasta i due varchi carrabili di via Cibrario. Essa, arretrata rispetto all'asse stradale, è caratterizzata da una finestratura «a nastro» ed è affiancata da un locale commerciale sormontato da un terrazzo.

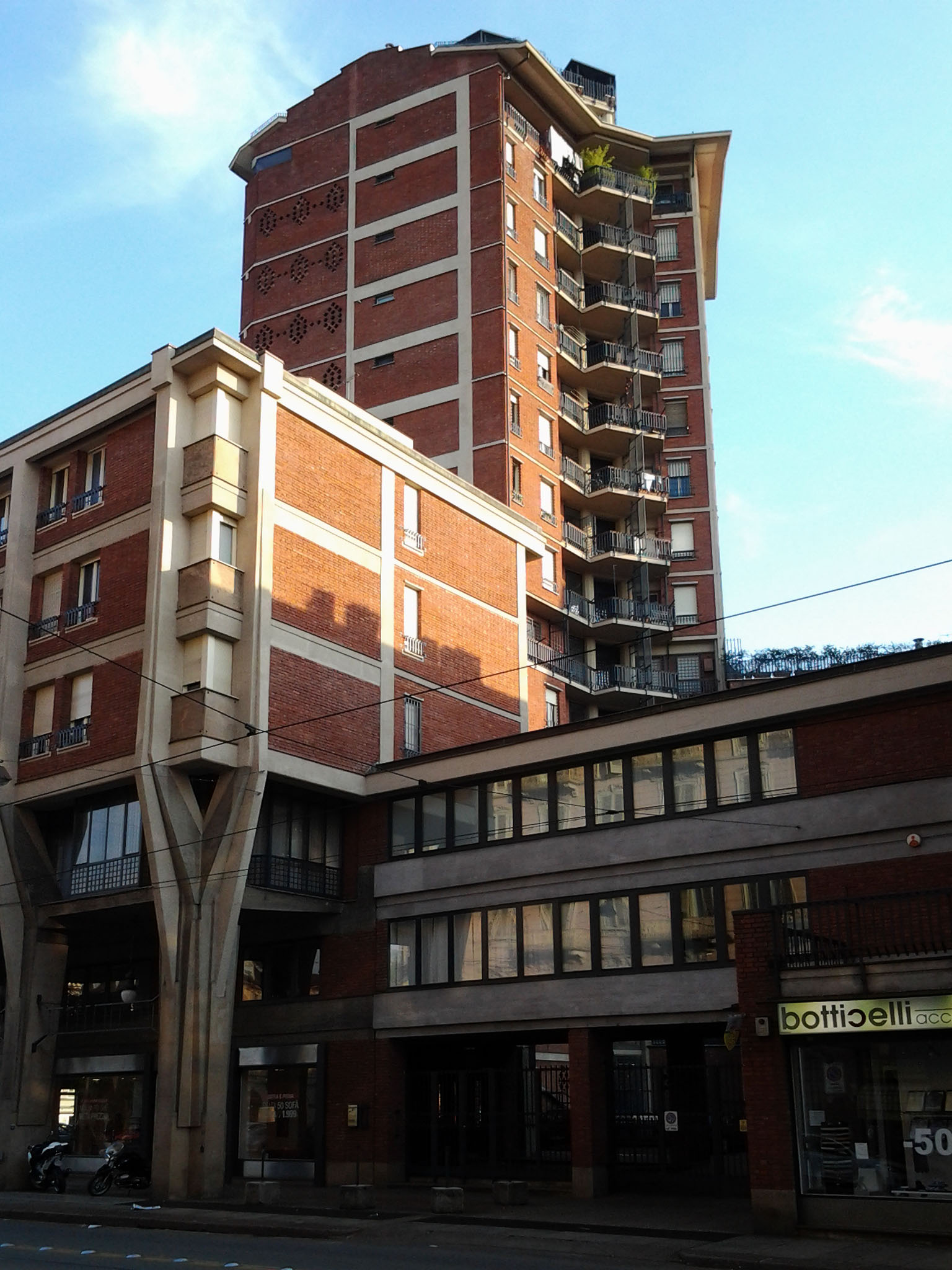
Vista del prospetto laterale di via Cibrario

L'edificio, composto da più moduli di differenti altezze, presenta ovunque una facciata che alterna il tipico rivestimento in mattone con posa «faccia a vista», al ritmo scandito dai pilastri della struttura portante. Essi rappresentano la caratteristica comune più evidente con la Torre Velasca di Milano, in special misura nelle travature che assumono un'inclinazione verso l'esterno in corrispondenza del primo piano, anche se risultano essere meno aggettanti e oblique rispetto a quelle dell'edificio milanese. Questa scelta conferisce un certo slancio al profilo dell'edificio che, in corrispondenza del piano sopra l'alto portico, esibisce una ricercata interpretazione del bow-window realizzata con un'intelaiatura in metallo brunito a tutt'altezza che ospita delle ampie vetrate. Il tema del bow-window si ripete ininterrottamente su ciascun lato dell'edificio, escludendo il solo modulo basso di via Cibrario, intervallandosi regolarmente alle nervature oblique dei pilastri che si raccordano al prospetto superiore.
L'uniformità della facciata è inoltre accentuata dalla regolarità della fitta finestratura che, su tutti prospetti principali, non presenta balconi aggettanti bensì soltanto ringhiere, comprese quelle dei terrazzini interni che caratterizzano lo spigolo della torre ma anche quelle dell'attico, del modulo longitudinale affacciato su corso Francia e del lungo loggiato del sesto piano.
Quest'ultimo, percorrendo orizzontalmente l'intera struttura, costituisce il principale elemento di connessione tra i moduli più bassi di corso Francia e via Cibrario con il corpo centrale della torre angolare che s'innalza per un totale di quindici piani, ospitando uffici e abitazioni private. Dei terrazzi aggettanti sono presenti unicamente sul prospetto retrostante della torre che si affaccia sull'ampia corte interna provvista di più rampe d'accesso ai piani interrati destinati alle autorimesse.

### Interni
Il complesso residenziale è molto ampio e comprende un'area di circa 6.000 metri quadri. Oltre ai locali commerciali al piano stradale, le unità abitative sono suddivise tra abitazioni private e locali a uso ufficio. Essi sono in prevalenza concentrati al primo piano e caratterizzati dai particolari bow-window in vetro e, originariamente, da locali di rimessaggio e servizi igienici separati dalla planimetria interna, ubicati in spazi comuni con accesso dal pianerottolo, analogamente alle soluzioni progettuali della Torre Velasca. 
Gli appartamenti a destinazione residenziale, ubicati a partire dal secondo piano, sono di varia metratura, da due a sei vani, tutti originariamente provvisti di finiture in marmo, arredi su misura e riscaldamento a pavimento.

## Collegamenti
Dal dicembre del 2006 l’edificio è servito dalla stazione M1 Principi d'Acaja.

## Galleria d'immagini

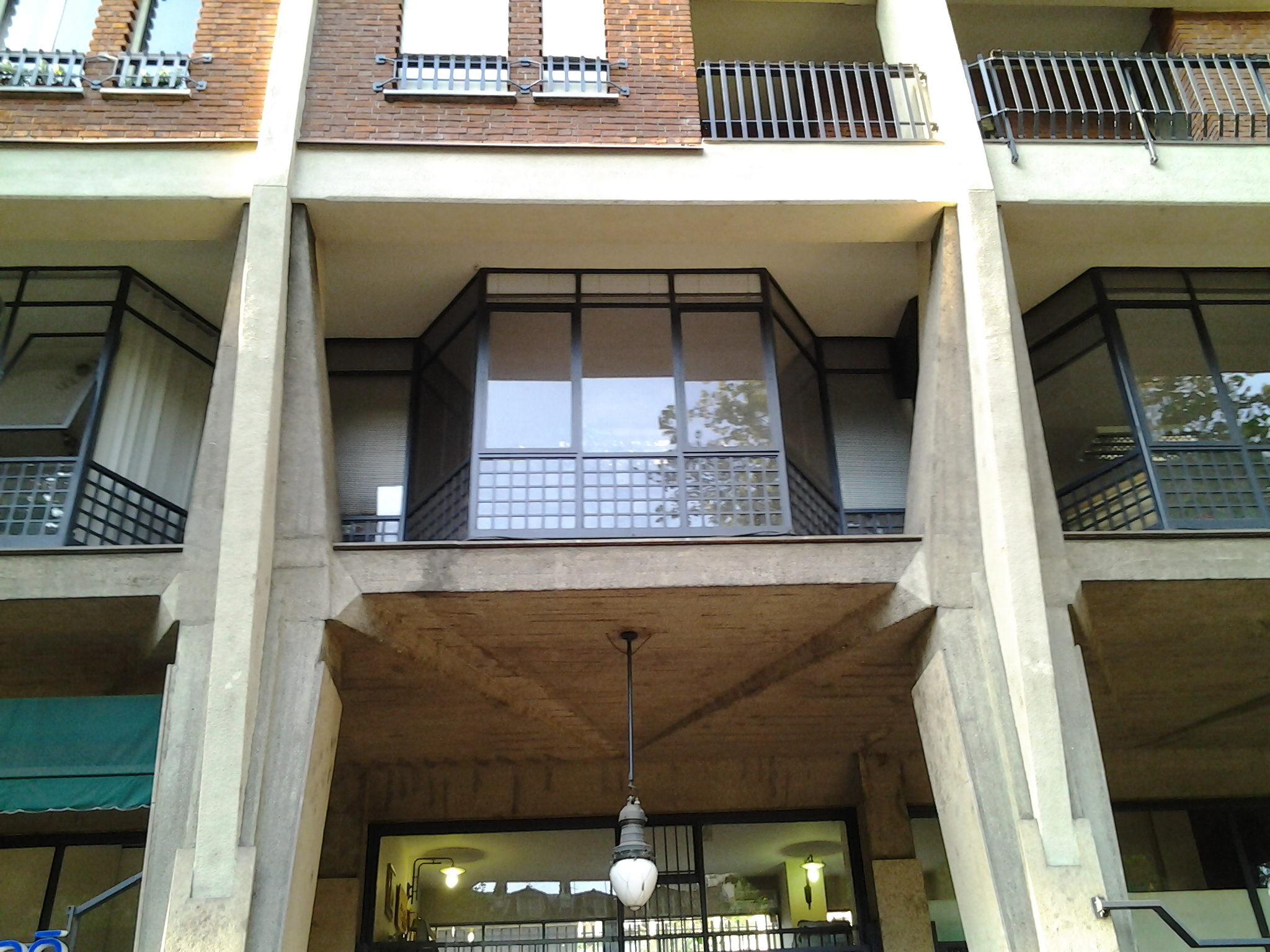
Dettaglio dei bovindi presenti sul prospetto laterale di corso Francia
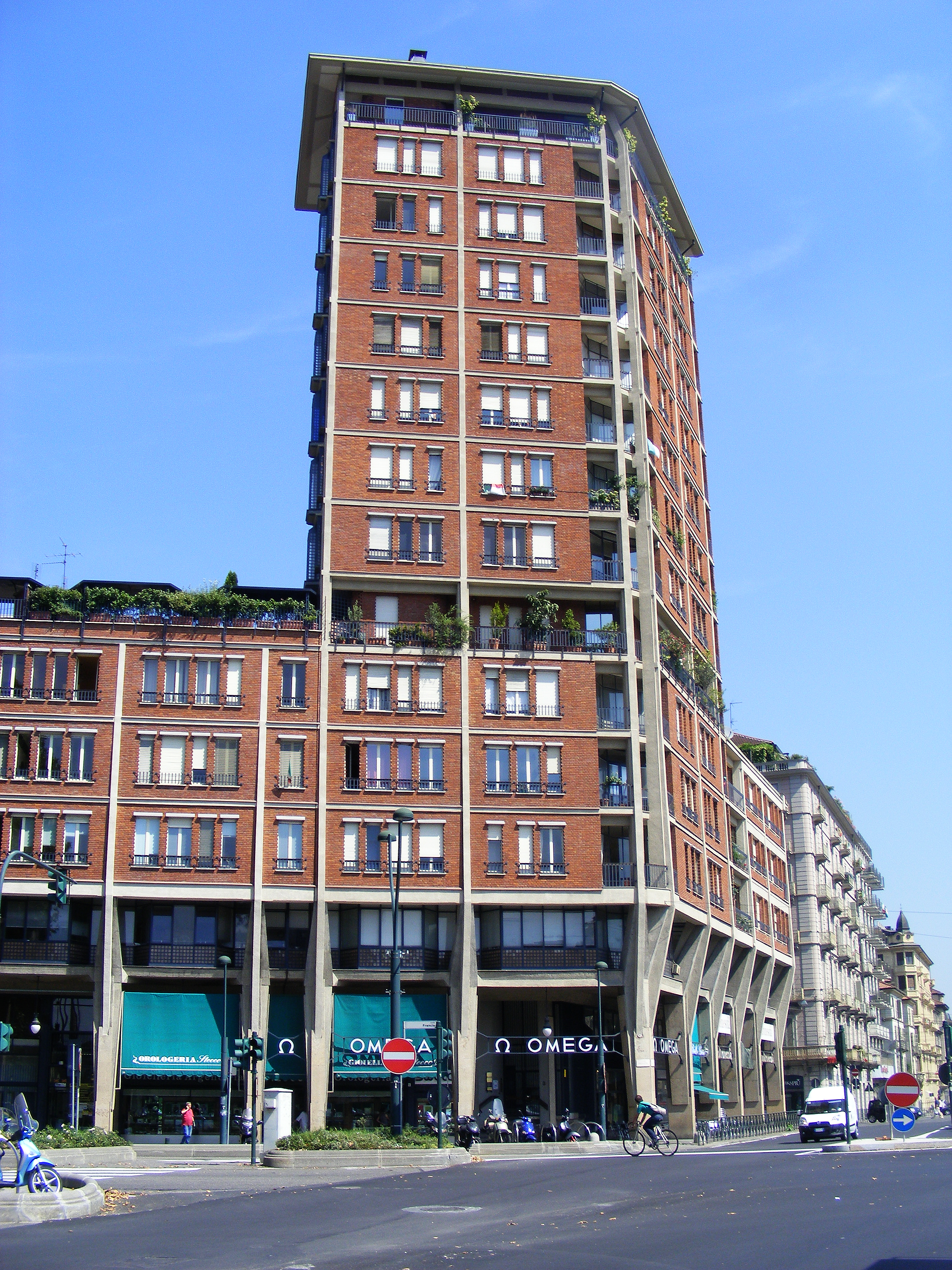
La vista della torre in posizione angolare
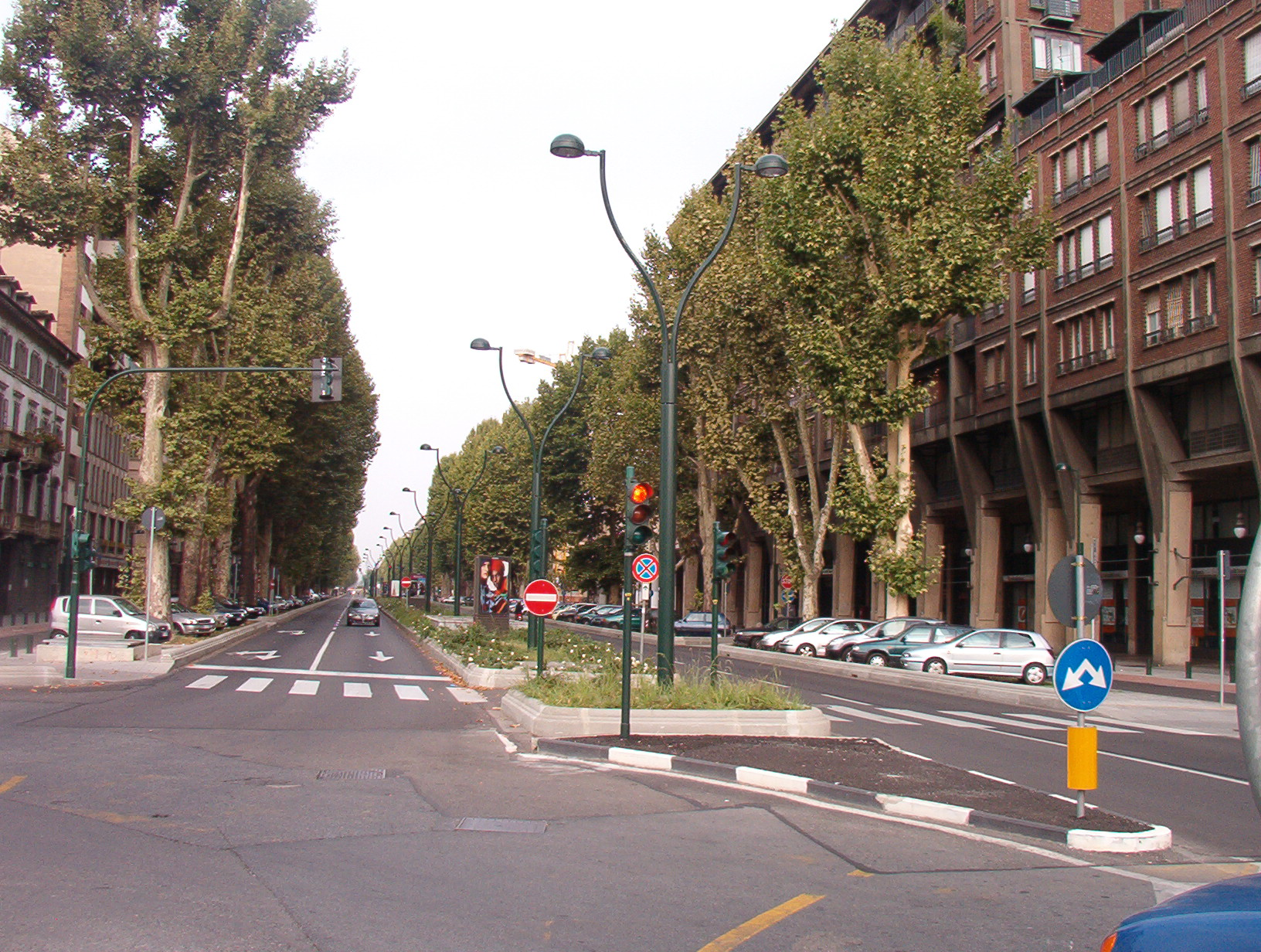
Una vista del prospetto laterale all'imbocco di corso Francia
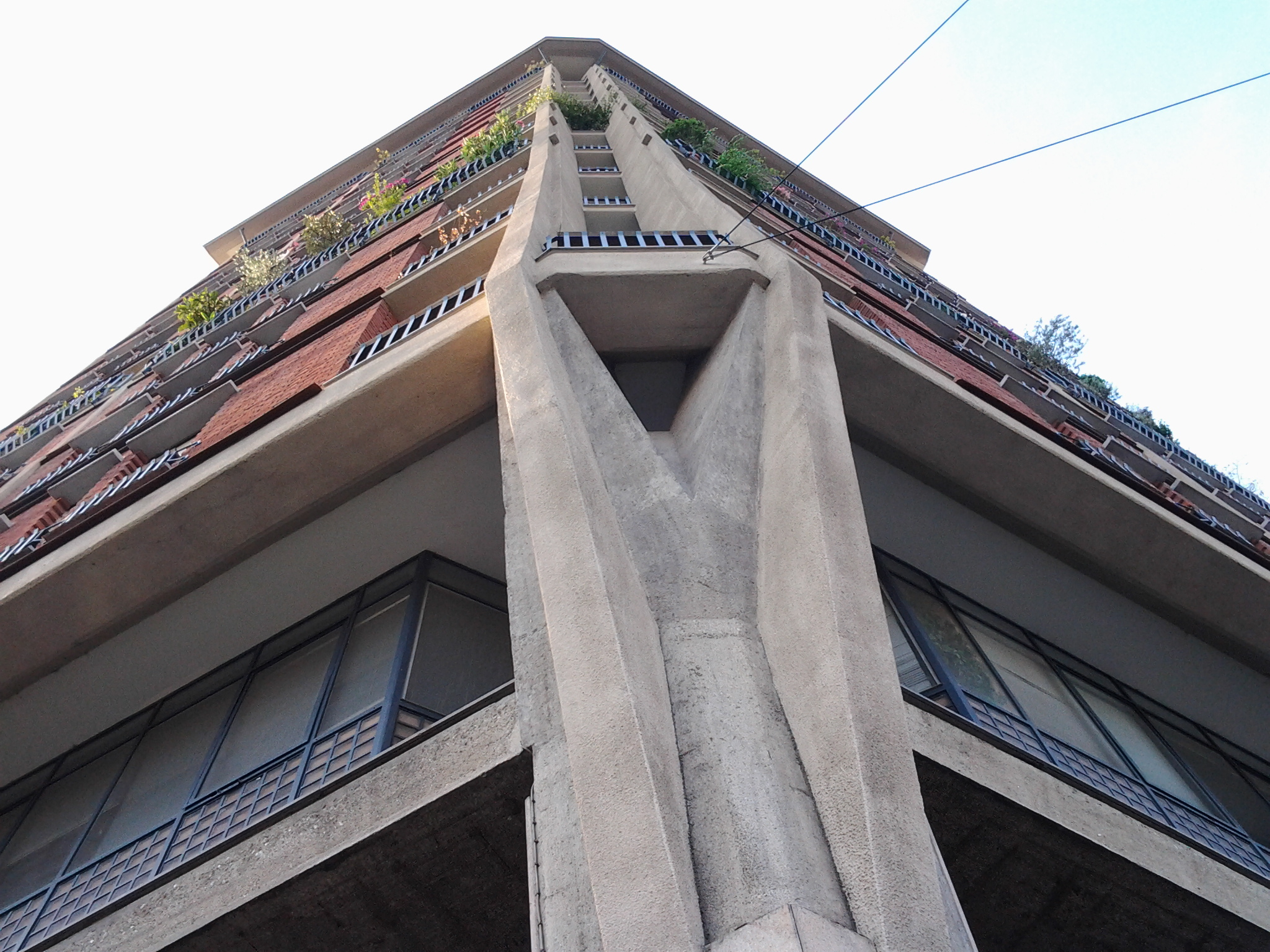
Dettaglio dello spigolo della torre angolare con la travatura a vista
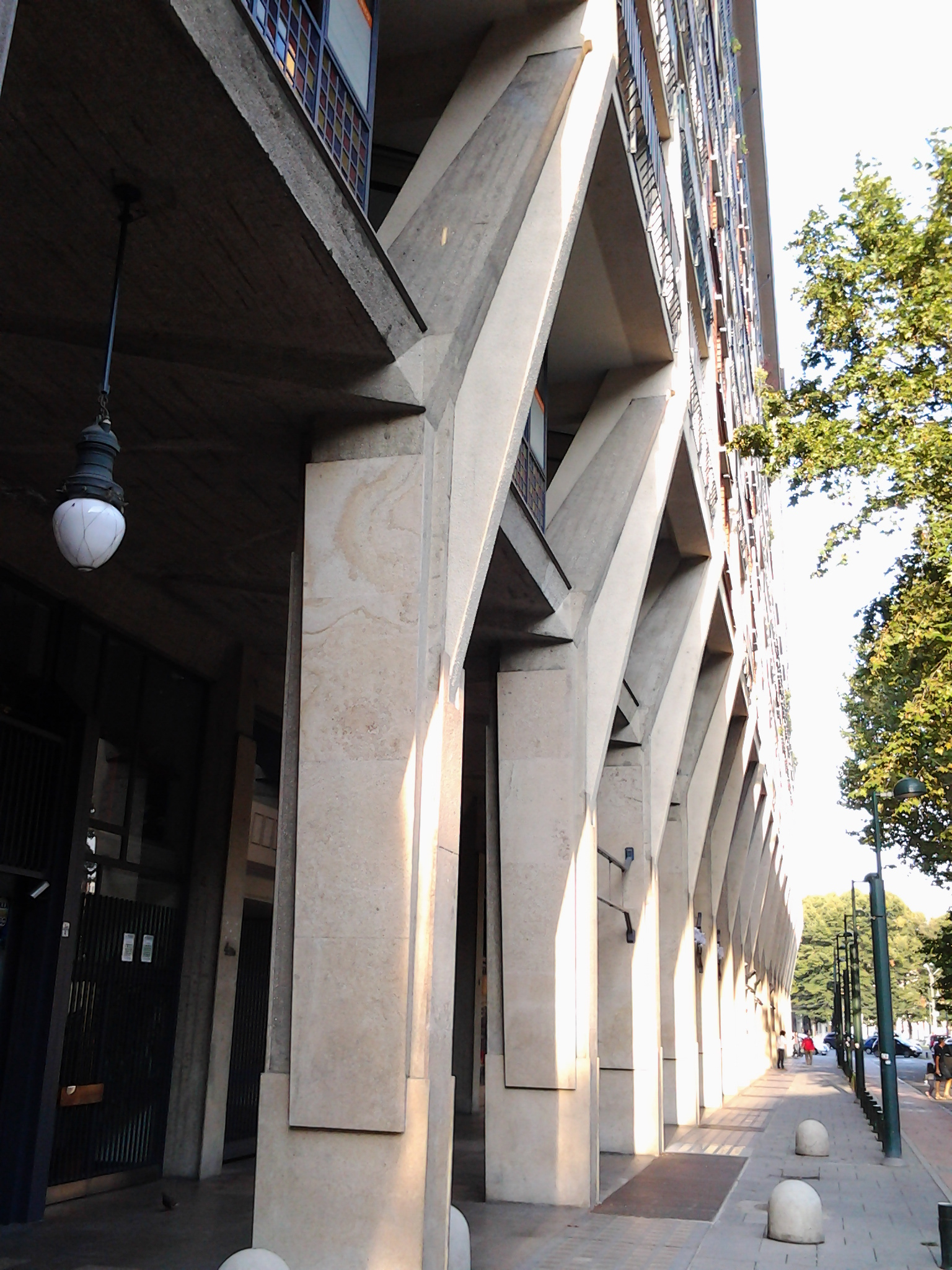
Vista esterna dei portici su corso Francia
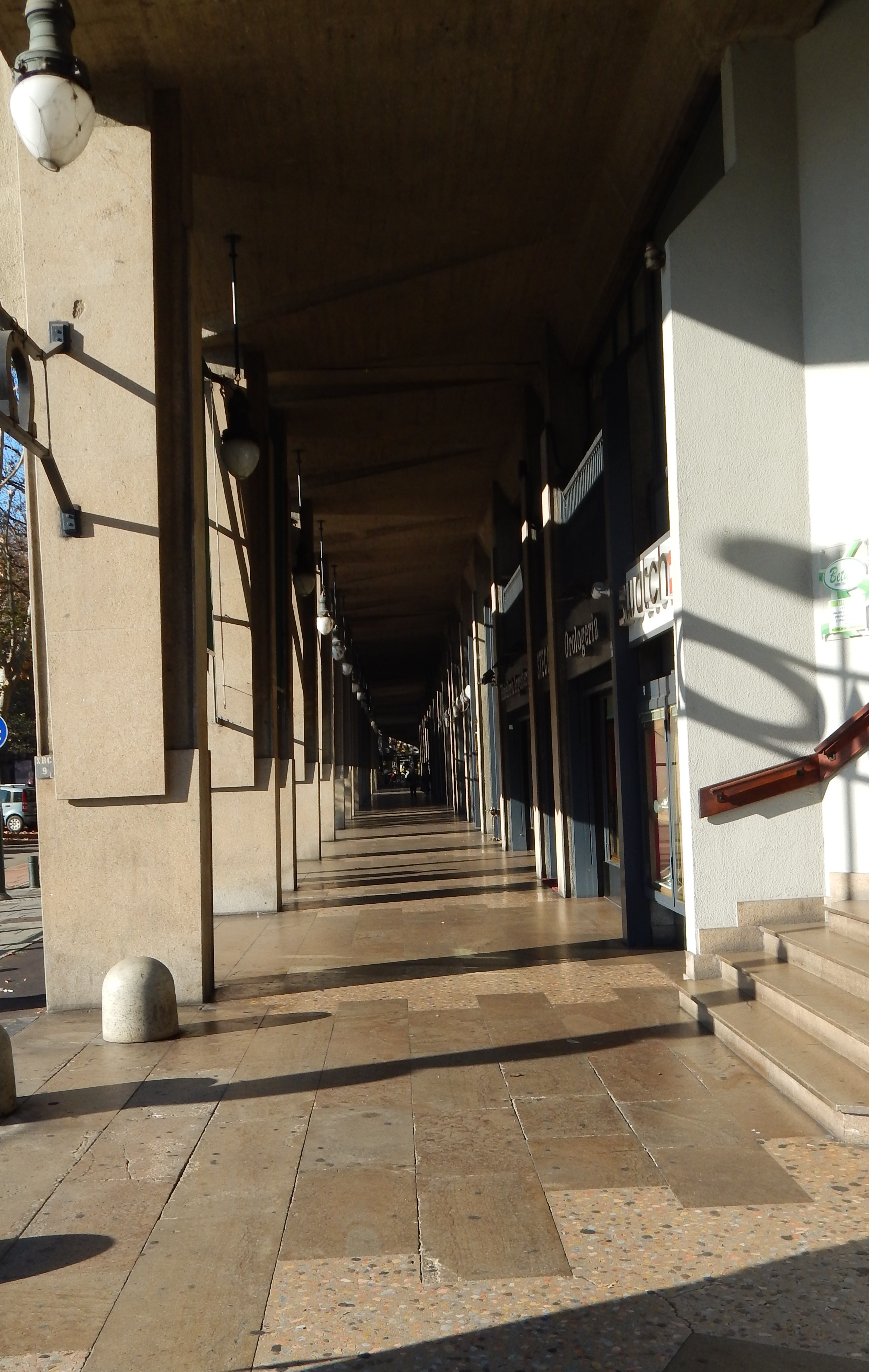
Una vista dei portici sul lato di corso Francia.
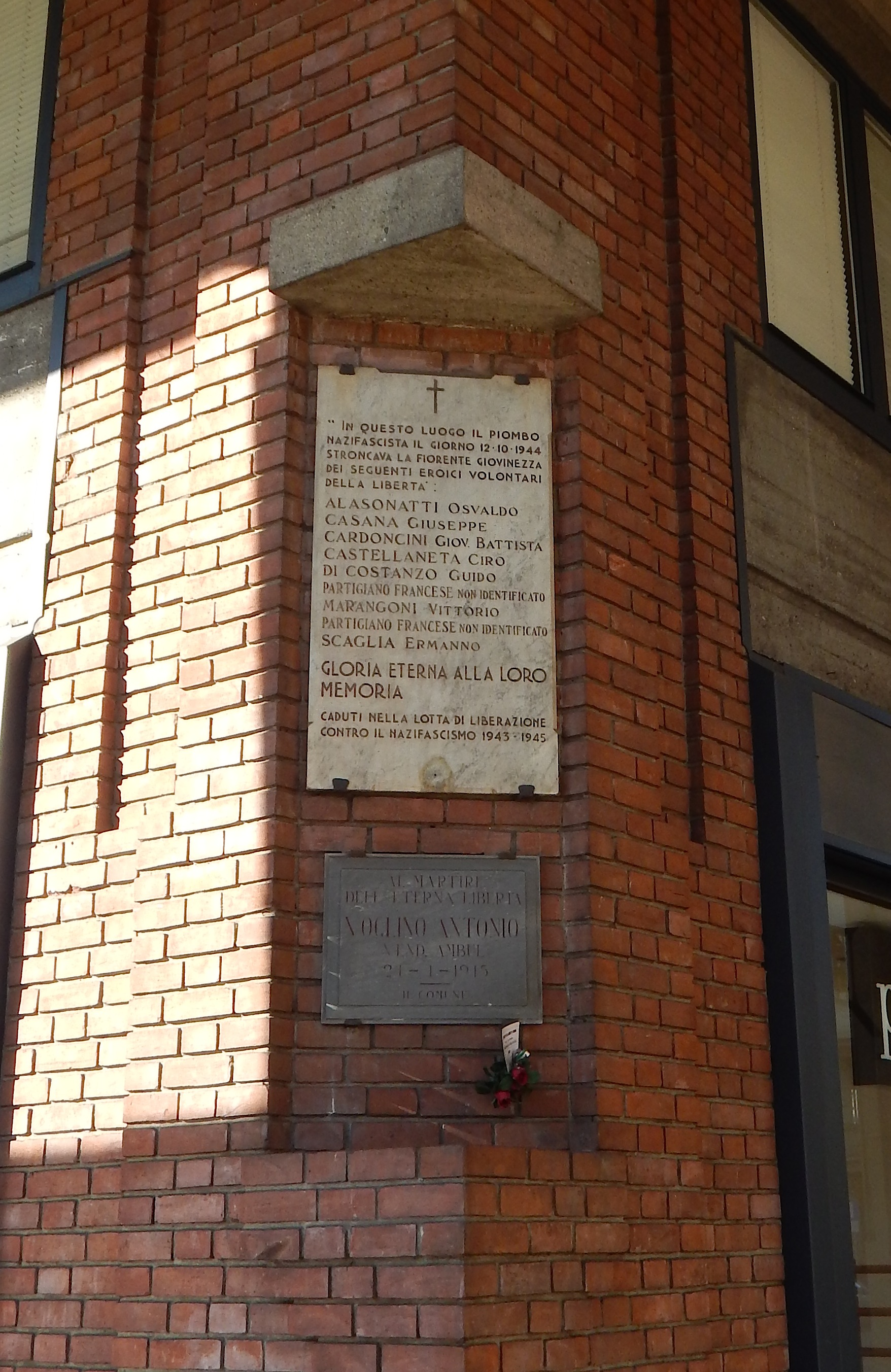
Dettaglio della lapide posta sotto i portici, all'angolo di via Cibrario
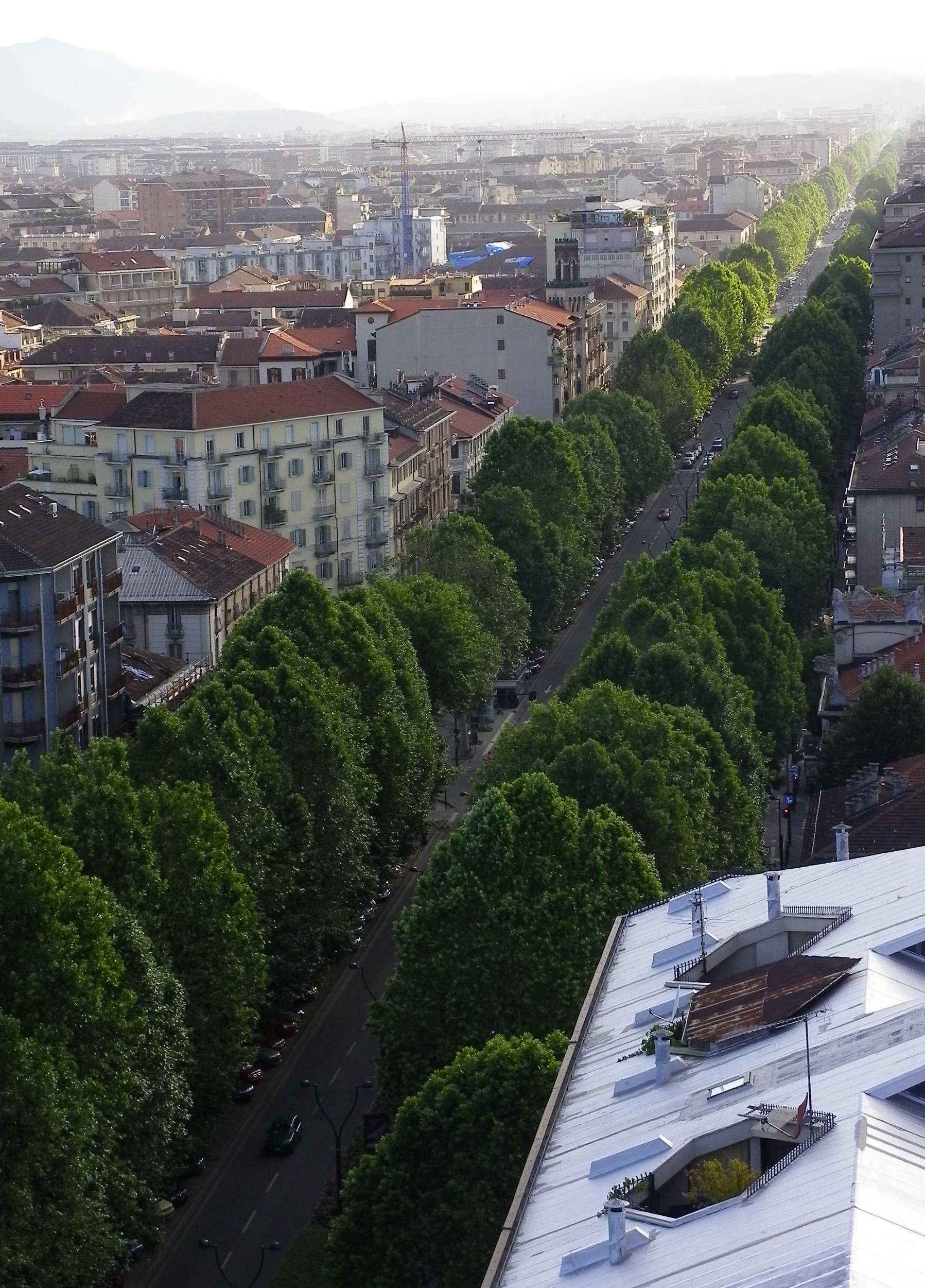
Una veduta di corso Francia dalla Torre BBPR, da dove si può notare anche la copertura del modulo più basso con i caratteristici lucernari esagonali
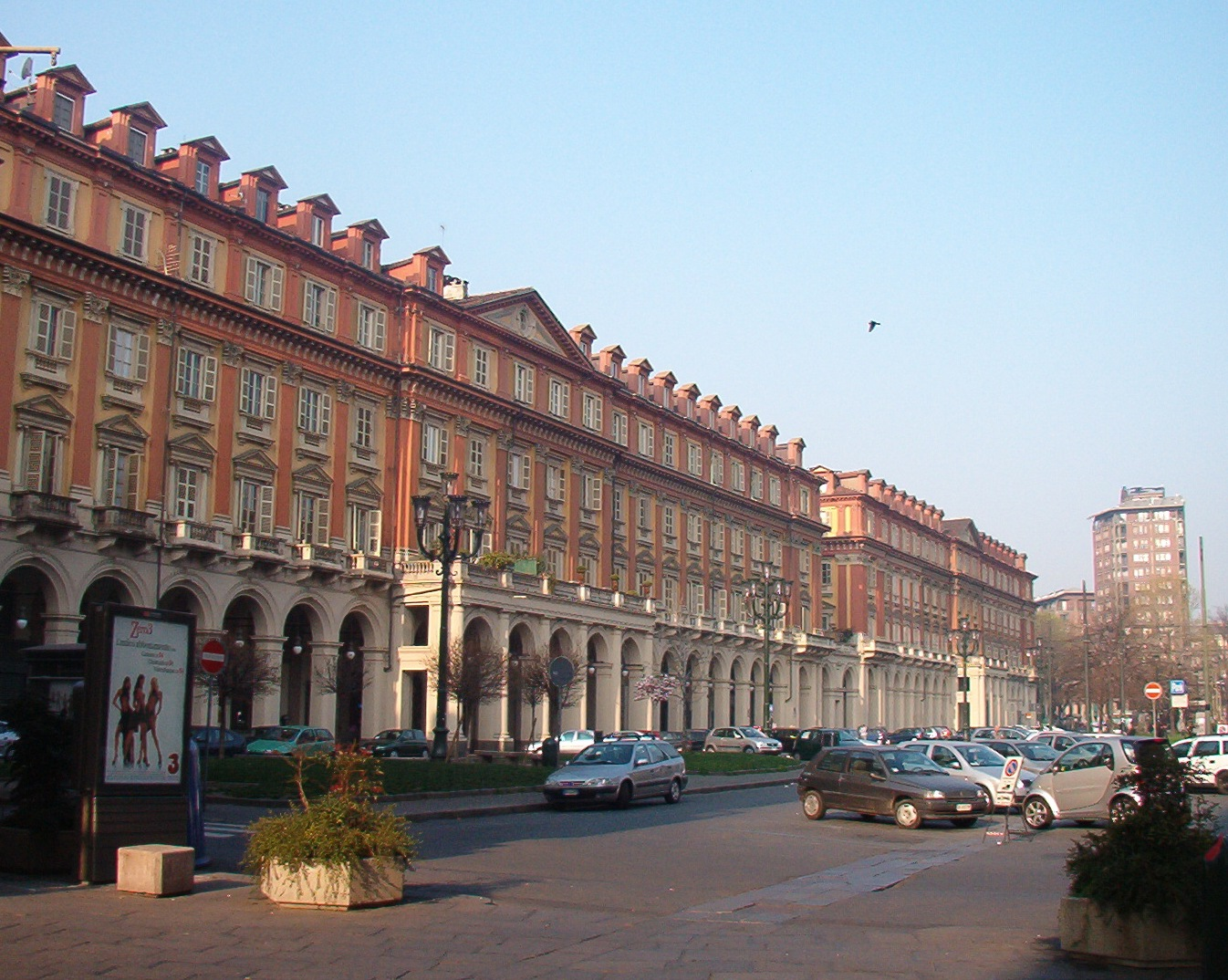
La Torre BBPR vista dal fondo di piazza Statuto